# Göran Arrius
Sven Göran Arrius, född 15 mars 1959 i Solna, är ordförande för Sveriges akademikers centralorganisation (Saco). Han efterträdde Anna Ekström och tillträdde som ordförande den 29 augusti 2011. Dessförinnan var han ordförande för Jusek under perioden 2007 -2011. Göran Arrius sitter även i styrelserna för försäkringsbolaget Folksam Liv, Högskolan Dalarna och Fjärde AP-fonden. Han är därutöver ordförande för bland annat Folk och Försvar och Akademikernas a-kassa. 
Vid sidan av sitt fackliga engagemang har han en lång karriär bakom sig i finans- och försäkringsbranschen, främst inom SEB och Trygg-Hansa där han arbetat med försäkringsfrågor på ledningsnivå. 
Göran Arrius har en examen från Militärhögskolan samt officersexamen från Kungliga Sjökrigsskolan. Han kom in i den fackliga världen genom Officersförbundet.
Under sin tid på Jusek var han drivande i frågan om invandrade akademikers ställning på arbetsmarknaden, en fråga han fortsatt att driva som ordförande i Saco. Andra profilfrågor är ökad lönespridning, chefernas förutsättningar och utbildningens relation till lönen.